# 壬生交通
壬生交通（みぶこうつう）は、広島県山県郡北広島町壬生に本拠を持つ路線バス・観光バス・タクシー会社である。
ホープバス協同組合に加盟。

## 乗合バス

### 運行路線

#### 千代田巡回バス
- 運賃は大人300円、小学生・幼児150円、大人障害者等150円、小学生・幼児障害者等80円、乳児は無料。
- 全便日曜日・祝日・お盆・年末年始運休。

##### 川戸壬生線
- バイパス蔵迫 - 壬生口 - 千代田ICバスセンター - 壬生小学校 - 梅ノ木 - 上川戸

### ホープタクシー千代田（乗合タクシー）
- ホープタクシーは乗合タクシーであるが、法律上は一般乗用旅客自動車運送事業（タクシー）ではなく、一般乗合旅客自動車運送事業（乗合バス）として扱われる。
- 利用の際は予約センターへの電話予約が必要。
- 運賃は大人500円、小学生・幼児250円、乳児は無料。
  - 北部エリア（ちよだタクシーが運行）、西部エリア（八重タクシーが運行）を含む他路線への乗り継ぎの場合は大人200円、小学生・幼児100円を加算。
- 全便日曜日・祝日・お盆・年末年始運休。

#### 南部エリア
- 本地線
  - バイパス蔵迫 - 壬生口 - 千代田ICバスセンター - 壬生小学校 - 千代田ICバスセンター - 壬生口 - 石井谷 - 本地
- 南方線
  - バイパス蔵迫 - 壬生口 - 千代田ICバスセンター - 壬生小学校 - 南方本郷 - 畑公民館 - 上根

## 貸切バス
- 貸切バスはホープバス協同組合加盟各社で共同配車を行っている。壬生交通保有車両は加盟他社と異なり、芸北神楽や壬生の花田植をモチーフにしたカラーリングを採用している。